# Jan Hlaváč
Jan Hlaváč (ur. 20 września 1976 w Pradze) – czeski hokeista, reprezentant Czech.

## Kariera
- Sparta Praga U18 (1991-1992)
- Sparta Praga U20 (1992-1993)
- Sparta Praga (1994-1999)
  -  HC Energie Karlowe Wary (1996)
- Hartford Wolf Pack (1999-2001)
- New York Rangers (1999-2001)
- Philadelphia Flyers (2001)
- Vancouver Canucks (2001-2002)
- Carolina Hurricanes (2002-2003)
- New York Rangers (2003-2004)
- Sparta Praga (2004-2005)
- Servette Genewa (2005-2006)
- Sparta Praga (2006-2007)
- Tampa Bay Lightning (2007-2008)
- Nashville Predators (2008)
- Linköping (2008-2009)
  -  Bílí tygři Liberec (2009)
  -  Sparta Praga (2010)
- HC Kladno (2011, 2012-2013)
- Växjö Lakers (2013)
- HC Kladno (2013-2014)
- Växjö Lakers (2014)
- HC Kladno (2014-2015)
  -  Sparta Praga (2014-2017)
  -  HC Benátky nad Jizerou (2016-2017)
- HC Vrchlabí (2018-2020)
- BK Nová Paka (2020-2021)
- HC Letňany (2021-)

Wychowanek Sparty Praga. W swojej karierze grał w drużynach czeskiej ekstraligi, NHL,
szwajcarskiej NLA, szwedzkiej Elitserien. Od września 2013 ponownie zawodnik HC Kladno. Od końca stycznia ponownie w szwedzkim klubie Växjö Lakers. Z klubu odszedł w kwietniu 2014. Od listopada do grudnia 2014 związany miesięcznym kontraktem z HC Kladno. Od stycznia 2016 zawodnik HC Kladno, wypożyczony wówczas do Sparty Praga. Do kwietnia 2016 zawodnik Sparty Praga. Od lutego 2018 zawodnik HC Vrchlabí. W sierpniu 2020 ogłoszono jego transfer do BK Nová Paka. Od maja 2021 zawodnik HC Letňany.
Uczestniczył w turniejach mistrzostw świata w 1998, 1999, 2003, 2004, 2005, 2006.

## Sukcesy
Reprezentacyjne
- Brązowy medal mistrzostw Europy juniorów do lat 18: 1994
- Brązowy medal mistrzostw świata: 1998
- Złoty medal mistrzostw świata: 1999, 2005
- Srebrny medal mistrzostw świata: 2006

Klubowe
- Złoty medal mistrzostw Czech: 2007 ze Spartą Praga
- Brązowy medal mistrzostw Czech: 1996, 1997 ze Spartą Praga
- Mistrzostwo dywizji NHL: 2002 z Philadelphia Flyers

Indywidualne
- Ekstraliga czeska 1998/1999:
  - Pierwsze miejsce w klasyfikacji strzelców: 33 goli
- Mistrzostwa Świata w Hokeju na Lodzie 1999:
  - Zwycięski gol przesądzający o mistrzostwie
- Elitserien 2009/2010:
  - Pierwsze miejsce w klasyfikacji strzelców w sezonie zasadniczym: 30 goli - Trofeum Håkana Looba